# Ústí (Olomouc)
Ústí (in tedesco Munden) è un comune della Repubblica Ceca facente parte del distretto di Přerov, nella regione di Olomouc.